# TrueNas
TrueNAS est un système d'exploitation sous licence libre, basé sur FreeBSD (TrueNAS CORE) et la distribution Linux Debian (TrueNAS SCALE), destiné aux serveurs de stockage en réseau NAS,,,,,.
Il supporte de nombreux protocoles : CIFS (Samba), FTP, NFS, rsync, AFP, iSCSI, rapport S.M.A.R.T. l'authentification d'utilisateurs locaux, et RAID Logiciel (dans de nombreuses variantes), dont l'utilisation de la gestion par ZFS de la redondance du système de fichier.
Il utilise une interface web pour sa partie configuration.
TrueNas occupe au  minimum 8 Go d'espace de stockage une fois installé sur un disque dur ou éventuellement une clé USB.
Il est disponible sous forme d'image ISO et sous forme de code source.
FreeNAS est publié sous licence BSD.
TrueNAS SCALE, supporte la gestion via l'interface web VM avec le support noyau Kernel-based Virtual Machine (KVM) et Qemu, ainsi que les conteneurs en utilisant Kubernetes et Docker. Il se base sur OpenZFS pour le support de ZFS.

## Historique
Depuis la version 7.x il est possible de faire fonctionner FreeNAS à partir d'un Live CD, tout en sauvegardant les fichiers de configurations sur une disquette MS-DOS formatée ou sur une clé USB.
Il existe aussi une image disque VMware (dernière mise à jour en 2006).
Depuis la sortie de la version 8.x, la version Live CD n'est plus supportée. FreeNas 8.x doit être installé sur une Compact Flash, une clé USB ou un disque dur dédié.
Si on utilise un disque dur consacré au système, il ne pourra servir qu'à ça et non pas à stocker des données dessus.
La distribution minimale de FreeBSD 7.2, son interface web, les scripts php, et la documentation sont basés sur M0n0wall (distribution BSD destinée au pare-feu).
Depuis la version 8 certains protocoles ne sont plus supportés. Et le développement est fait par une société commerciale.
Des développeurs ont décidé de poursuivre le développement sur les bases de freenas7 le projet s'intitule NAS4Free.
En mars 2020, la société iXsystems, chargée du développement de FreeNAS, a annoncé que celui-ci allait changer de nom et devenir TrueNAS,. Jusqu'alors réservé aux professionnels, TrueNAS et FreeNAS partagent plus de 95 % du code source. TrueNAS 12.0 sera[réf. souhaitée] décliné en 2 versions :
- TrueNAS CORE (Community supported, Open source, Rapid developpement, Early availability), anciennement FreeNAS.
- TrueNAS Entreprise, version destinée aux entreprises et nécessitant l'achat d'une licence.

TrueNAS 12.0 est sortie le 20 octobre 2020 et signe ainsi la fin de FreeNAS. 
En octobre 2020, iXsystems a annoncé le développement d'un nouveau produit, TrueNAS SCALE. TrueNAS SCALE utiliserait toujours ZFS, mais serait basé sur Debian Linux.
En février 2022, iX a annoncé que TrueNAS SCALE était mûr pour sa version 22.02.
En mai 2022, iX a annoncé que TrueNAS CORE, sa version de TrueNAS basée sur FreeBSD, était mûr et convenait aux grands déploiements.